# Jouar el Hachich
Jouar el Hachich è un centro abitato e comune (municipalité) del Libano situato nel distretto di Hermel, governatorato di Baalbek-Hermel.